# Alfa Caeli
Alfa Caeli (α Caeli / α Cae) è la stella più luminosa della costellazione del Bulino.
È una stella di magnitudine +4,44, distante circa 66 anni luce dalla Terra.

## Caratteristiche fisiche
Alfa Caeli è una stella binaria, composta da una stella bianco-gialla di sequenza principale di tipo spettrale F2V e da una nana rossa di classe M0,5V. Alfa Caeli A ha una massa ed un raggio che sono circa una volta e mezzo quelli del Sole ed è 5 volte più luminosa. La velocità di rotazione è molto superiore a quella del Sole, visto che compie un giro su se stessa in appena 1,4 giorni, contro i 27 giorni del Sole.
Alfa Caeli B non incide sulla luminosità totale del sistema; di magnitudine +12,5, la sua luminosità è infatti appena dell'1% di quella solare, con una massa che è meno di un terzo di quella della nostra stella. Si tratta, come molte nane rosse, di una stella a flare, come ad esempio Proxima Centauri. Questo tipo di stelle aumentano improvvisamente la loro luminosità per delle imprevedibili eruzioni che avvengono sulla loro superficie.